# 中国贸易报
《中国贸易报》，官方英文名China Trade News，是一份位于中国北京的经贸类报刊，于1987年1月5日创刊，原名《中国贸促报》。该报纸由中国国际贸易促进委员会和中国国际商会联合主办，是中国贸易促进系统唯一公开发行的报纸。